# 治愈跛子与大比大复活
治愈跛子与大比大复活（義大利語：Guarigione dello storpio e resurrezione di Tabita）是马索利诺的一幅 湿壁画，位于佛罗伦萨圣母圣衣圣殿的布兰卡契小堂右侧墙壁上部中央，绘制于1424-1425年，尺寸为260 x 599 厘米。画中描绘《宗徒大事录》3章1-10节和9章36-41节中圣伯多禄治愈跛子与使大比大复活的两件神迹。 

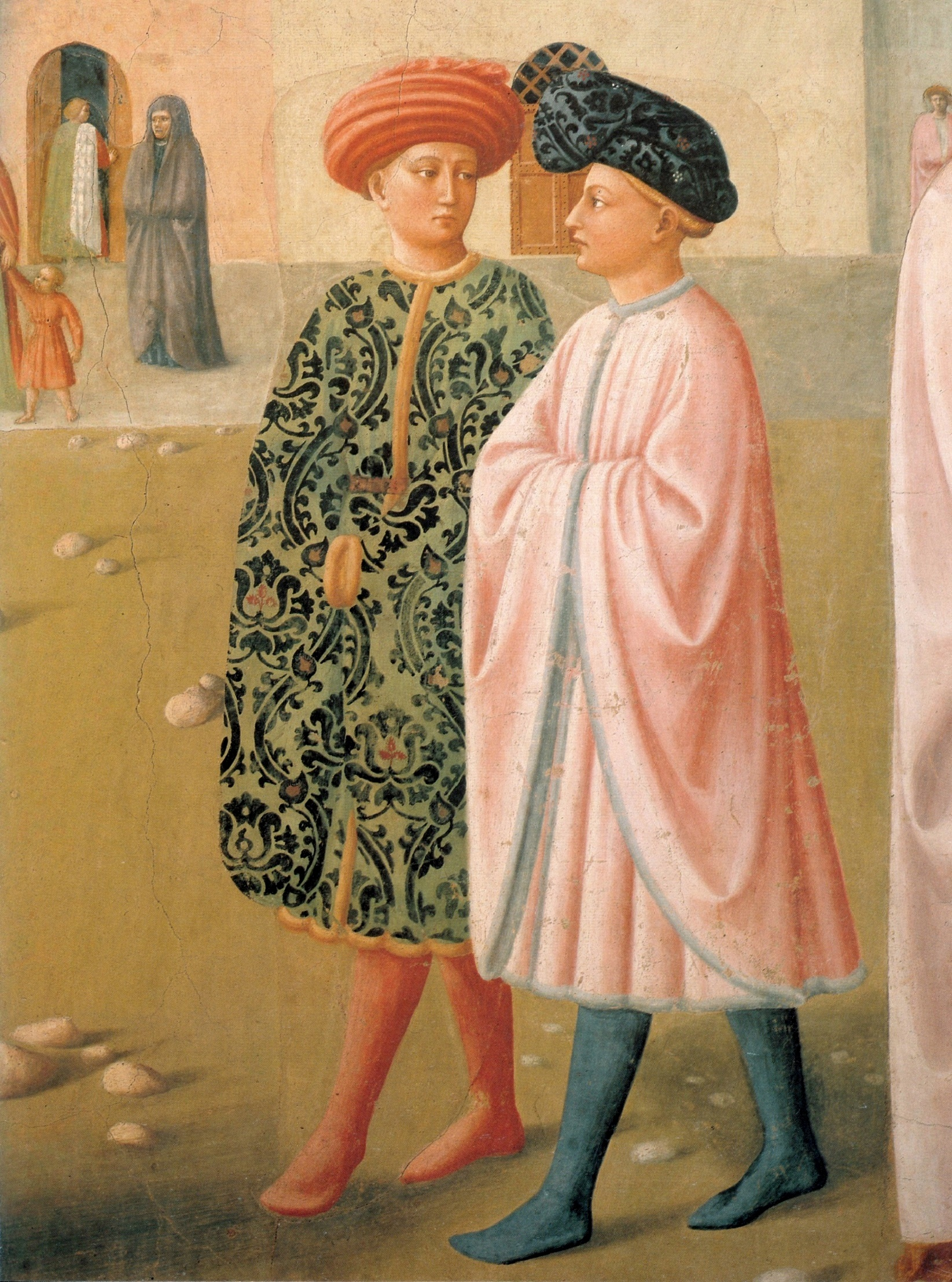

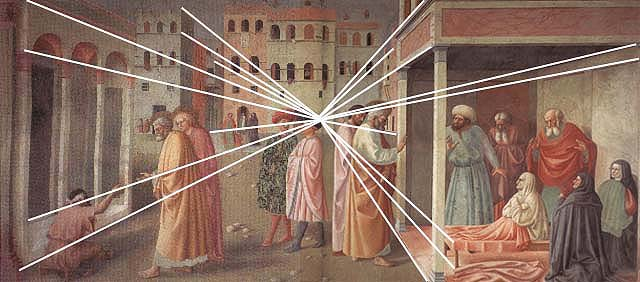